# Alpha hydroxycarboxylic acid

Công thức cấu tạo của α-, β- và γ-hydroxy acid

Alpha hydroxy carboxylic acid, hay α-hydroxy carboxylic acid (AHA), là một nhóm carboxylic acid có nhóm hydroxy nằm cách nhóm acid một nguyên tử carbon. Đặc điểm cấu trúc này giúp phân biệt chúng với beta hydroxy acid, trong đó các nhóm chức đó được ngăn bởi hai nguyên tử carbon. Các AHA điển hình bao gồm glycolic acid, lactic acid, mandelic acid và citric acid.
α-Hydroxy acid là những acid mạnh hơn so với các không-alpha-Hydroxy acid tương ứng bởi liên kết hydrogen nội phân tử. AHA có hai công dụng chính: trong công nghiệp, chúng được sử dụng làm phụ gia trong thực phẩm chăn nuôi và làm tiền chất để tổng hợp polymer. Trong mỹ phẩm, chúng được ưa chuộng bởi khả năng tẩy tế bào chết cho da.